# ISO 80601-2-55
Die ISO 80601-2-55 mit dem Titel „Teil 2-55: Besondere Festlegungen für die Sicherheit einschließlich der wesentlichen Leistungsmerkmale von Überwachungsgeräten für Atemgase“ ist Teil der Normenreihe EN 60601 (die EN-60601-Reihe wird aktuell in die EN-80601-Reihe überführt).
Herausgeber der DIN-Norm DIN EN ISO 80601-2-55 ist das Deutsche Institut für Normung.
Die Norm basiert auf der internationalen Fassung IEC 62D/746/CD:2009. Im Rahmen des VDE-Normenwerks ist die Norm als VDE 0750-2-55 klassifiziert, siehe DIN-VDE-Normen Teil 7.
Diese Ergänzungsnorm regelt allgemeine Festlegungen für die Sicherheit, Prüfungen und Richtlinien von Überwachungsgeräten für Atemgase. Zweck ist es, Merkmale der Basissicherheit, die wesentlichen Leistungsmerkmale sowie Prüfungen zu beschreiben und zusätzlich Anleitungen für ihre Anwendung zu geben.

## Gültigkeit in Deutschland
- Die endgültige Version der Norm ist korrespondierend mit der 3. Ausgabe der DIN EN 60601-1 anzuwenden.
- Die Norm ist als Ersatz für die DIN EN ISO 21647 (VDE 0750-2-55) inkl. aller Berichtigungen (1+2) vorgesehen.

## Anwendungsbereich
Diese Internationale Norm gilt für die Basissicherheit einschließlich der wesentlichen Leistungsmerkmale von Überwachungsgeräten für Atemgase, RGM (en: respiratory gas monitor), nachfolgend als ME-Gerät und ME-System bezeichnet, die für die ununterbrochene Anwendung am Menschen bestimmt sind.
Diese Internationale Norm legt Anforderungen fest für:
- Überwachungsgeräte für Anästhesiegase;
- Überwachungsgeräte für Kohlendioxid;
- Überwachungsgeräte für Sauerstoff.

Überwachungsgeräte, die für die Verwendung mit brennbaren Anästhesiemitteln bestimmt sind, liegen außerhalb des Anwendungsbereichs dieser Internationalen Norm. Anforderungen dieser Internationalen Norm, die Anforderungen der EN 60601-1:2005 ersetzen oder ändern haben Vorrang vor den entsprechenden allgemeinen Festlegungen.
Geräte, die sich aus der vorgesehenen physiologischen Wirkungsweise von ME-Geräten oder ME-Systemen im Anwendungsbereich dieser Norm ergeben, sind nicht durch besondere Anforderungen in dieser Norm erfasst.

## Zusatzinformation
Die Norm befindet sich noch im Entwurfstadium.
Folgende geänderte Anforderungen sind in der EN 60601-2-55 enthalten (Auszug):
- Schutz vor Eindringen von Flüssigkeiten und Festkörpern
- Unterbrechung der Stromversorgung
- Schutz vor gefährlichen Ausgangswerten
- Schutz vor mechanischen Gefährdungen (Sicherheit bei Stößen und Vibration)
- Sicherer Umgang mit Gasen (Lecks, Druck)
- Elektromagnetische Verträglichkeit
- Alarme